# Moskovium
| ❮ | System      | Subsystem     | Serie                   | Stufe        | ≈ Alter (mya) |
| - | ----------- | ------------- | ----------------------- | ------------ | ------------- |
| ❮ | später      | später        | später                  | später       | jünger        |
| ❮ | K a r b o n | Pennsylvanium | Oberes Pennsylvanium    | Gzhelium     | 298,9 ⬍ 303,7 |
| ❮ | K a r b o n | Pennsylvanium | Oberes Pennsylvanium    | Kasimovium   | 303,7 ⬍ 307   |
| ❮ | K a r b o n | Pennsylvanium | Mittleres Pennsylvanium | Moskovium    | 307 ⬍ 315,2   |
| ❮ | K a r b o n | Pennsylvanium | Unteres Pennsylvanium   | Bashkirium   | 315,2 ⬍ 323,2 |
| ❮ | K a r b o n | Mississippium | Oberes Mississippium    | Serpukhovium | 323,2 ⬍ 330,9 |
| ❮ | K a r b o n | Mississippium | Mittleres Mississippium | Viséum       | 330,9 ⬍ 346,7 |
| ❮ | K a r b o n | Mississippium | Unteres Mississippium   | Tournaisium  | 346,7 ⬍ 358,9 |
| ❮ | früher      | früher        | früher                  | früher       | älter         |

Das Moskovium (englisch Moscovian) ist in der Erdgeschichte die zweite chronostratigraphische Stufe des Pennsylvaniums (Karbon). In absoluten Zahlen ausgedrückt (geochronologisch) repräsentiert die Stufe den Zeitraum von etwa 315,2 Millionen Jahren bis etwa 307 Millionen Jahren. Das Moskovium folgt auf das Bashkirium und wird vom Kasimovium abgelöst.

## Namensgebung und Geschichte
Das Moskovium ist nach Moskau, der Hauptstadt Russlands benannt. Die Stufe und der Name wurden von Sergei Nikitin 1890 vorgeschlagen.

## Definition und GSSP
Die Basis des Moskoviums ist durch das Erstauftreten der Conodonten-Art Declinognathodus donetzianus und/oder der Conodonten-Art Idiognathoides postsulcatus sowie der Fusulinen-Art Aljutovella aljutovica definiert. Die Obergrenze liegt nahe der Basis der Obsoletes obsoletes-Protriticites pseudomontiparus-Fusulinen-Zone, oder dem Erstauftreten der Ammoniten-Gattung Parashumardites. Ein Referenzprofil (Global Stratotype Section and Point, GSSP) für die Basis des Moskoviums wurde bisher noch nicht festgelegt.

## Untergliederung
Das Moskovium wird in fünf Conodonten-Biozonen unterteilt:
- Neognathodus roundyi/Streptognathodus cancellosus-Zone
- Neognathodus medexultimus/Streptognathodus concinnus-Zone
- Streptognathodus dissectus-Zone
- Neognathodus uralicus-Zone
- Declinognathodus donetzianus-Zone